# Майкл Мак-Канн (хокеїст на траві)
Майкл Мак-Канн (англ. Michael McCann, 26 вересня 1977) — австралійський хокеїст на траві.
Олімпійський чемпіон 2004 року.
Переможець Ігор Співдружності 2002, 2006 років.
Срібний призер Чемпіонату світу 2002, 2006 років.
Переможець Трофею чемпіонів 2005 року, срібний призер 2003 року.